# Mamia II Dadiani
Mamia II Dadiani fou mtavari de Mingrèlia del 1396 al 1414. Va succeir el seu pare Vamek I Dadiani. Va morir el 1414 en una batalla contra els abkhazos, i el va succeir el seu fill Liparit I Dadiani.